# I.O.S.
I.O.S. (afkorting van Is Ook Schitterend, ook wel geschreven als IOS) is een nederpopband, die in 1996 in Groningen werd opgericht als IsOokSchitterend!.

## Biografie
De band werd opgericht in 1996 door studenten van de Groninger studentenvereniging RKSV Albertus Magnus. In 1997 tekende de groep een platencontract bij klein lokaal platenlabel, dat door muziekproducer Michiel Hoogenboezem was benaderd. De band scoorde een landelijke hit met het nummer Voltooid verleden tijd (V.V.T.), waarmee ze het AHC songfestival wonnen. Met het nummer brak IsOokSchitterend! landelijk door bij het Nederlandse publiek. Het nummer belandde op het album Hemel & aarde. Het vervolgalbum Dichterbij uit 1999, met de single Iedereen, scoorde ook heel redelijk. Ondanks het succes van de band verliet toetsenist Marc van der Voorn de groep. Hij werd niet vervangen. Later is de naam van de band veranderd van voluit IsOokSchitterend! in de afkorting I.O.S. De band heeft zich altijd verzet tegen het aanvankelijke imago van "studentenband", zoals dat bij een andere winnaar van het AHC songfestival Guus Meeuwis & Vagant.

### 2000-2003
In 2000 maakte I.O.S. een tournee in het kader van de Marlboro Flashbacks, waarbij de band nummers speelde van Dire Straits. Deze concerten leverden de groep uiteindelijk een live-cd en een uitverkocht Paradiso op. In 2001 nam de band bovendien het album Zaterdagnacht - Zondagmorgen op, met daarop de single Zaterdagnacht. Hierna viel het enigszins stil rond de band. Drummer Rubin Geurts besloot I.O.S. te verlaten en werd vervangen door Dim Junius. Om met een schone lei te kunnen beginnen, besloot de band te breken met zowel de platenmaatschappij als de manager. In CNR Records vonden zij in 2003 een nieuwe platenmaatschappij, en ook werkten zij samen met het agentschap Jan Vis Agency.
Met de nieuwe platenmaatschappij, de nieuwe manager en producer Gordon Groothedde nam I.O.S. in 2003 de De Kameleon-soundtrack Het is een mooie dag op.

### Doorstart
In 2005 werd het album 4 gelanceerd, waarop de band meer de kant van de alternatieve rock opging dat op dat moment populair was. De singles Hoe het voelt, Altijd wel iemand en Uit de schaduw werden een succes en I.O.S. steeg weer in populariteit. De laatstgenoemde track werd door de Staatsloterij uitgekozen voor hun landelijke reclamecampagne. De single was wekenlang een van de meest gedraaide platen op de Nederlandse radio. Ook werd I.O.S. genomineerd voor een TMF Award. Intussen had Dim Junius in december 2005 zijn drumstokjes overgedragen aan Pepijn van den Boogaard. In april 2006 gaf de band vanwege het tienjarig bestaan een jubileumconcert in een uitverkocht Paradiso. Op 1 december van dat jaar traden ze op in de Heineken Music Hall, met als speciale gasten Lange Frans & Baas B en Thé Lau.
2007 kende een vliegende start met acht optredens in een uitverkocht Ahoy tijdens "De Vrienden van Amstel Live". Daarnaast werd I.O.S. door luisteraars genomineerd voor een 3FM Award. Ondertussen stortte de band zich op het schrijven en opnemen van nieuw materiaal voor het vijfde album. Tijdens het festivalseizoen werd weer door het hele land opgetreden en in het najaar startte een landelijke theatertournee.
In september 2008 maakte I.O.S. bekend dat de band opgeheven werd. De geplande theatertour van 2009 werd hun laatste tournee. Op 3 oktober van hetzelfde jaar volgde een laatste afscheidsconcert in Paradiso. Ondertussen besliste bassist Jasper Bos om er eind 2008 al vroegtijdig mee te stoppen. Sebas Wolfensberger nam tot het afscheidsconcert de honneurs waar op de basgitaar.

### Nieuw werk
In de talkshow Renze maakte voorman Joost Marsman op 1 oktober 2023 bekend dat de band met nieuw werk komt en in 2024 ook weer een show gaat doen. Daarnaast bracht de band voor het eerst sinds hun afscheidsconcert in Paradiso het nummer Altijd wel iemand weer ten gehore. In het najaar van 2024 verzorgde de band in samenwerking met Holly Mae Brood de titelsong voor de bioscoopfilm Schitterend.

## Bezetting
- Joost Marsman: Zang
- Sander Rozeboom: Gitaar
- Matthijs van Dongen: Gitaar
- Pepijn van den Boogaard: Drums
- Joost Haartsen: Toetsen en zang
- Bas Nuiver: Basgitaar

### Ex-leden
- Marc van der Voorn: Toetsen
- Sebas Wolfensberger: Basgitaar
- Rubin Geurts: Drums
- Dim Junius: Drums
- Wolter Woppenkamp: Drums
- Jasper Bos: Contrabas

## Discografie

### Album
| Album met eventuele hitnotering(en) in de Nederlandse Album Top 100 | Datum van verschijnen | Datum van binnenkomst | Hoogste positie | Aantal weken | Opmerkingen                       |
| ------------------------------------------------------------------- | --------------------- | --------------------- | --------------- | ------------ | --------------------------------- |
| Hemel & aarde                                                       | 01-11-1997            | 18-10-1997            | 32              | 22           | als IsOokSchitterend!             |
| Dichterbij                                                          | 01-06-1999            | 26-06-1999            | 73              | 2            | als IsOokSchitterend!             |
| Investigations - Dire Straits flashback (live)                      | 01-02-2000            | -                     |                 |              | als IsOokSchitterend! / Livealbum |
| Zaterdagnacht - Zondagmorgen                                        | 07-12-2001            | -                     |                 |              | als IsOokSchitterend!             |
| 4                                                                   | 29-08-2005            | 03-09-2005            | 47              | 24           |                                   |
| Open                                                                | 22-10-2007            | 27-10-2007            | 29              | 10           |                                   |
| Voor altijd (Best of 1997-2009)                                     | 28-08-2009            | 05-09-2009            | 30              | 5            | Verzamelalbum                     |

### Singles
| Single met eventuele hitnotering(en) in de Nederlandse Top 40 | Datum van verschijnen | Datum van binnenkomst | Hoogste positie | Aantal weken | Opmerkingen                                                 |
| ------------------------------------------------------------- | --------------------- | --------------------- | --------------- | ------------ | ----------------------------------------------------------- |
| Voltooid verleden tijd (V.V.T.)                               | 1997                  | 11-10-1997            | 6               | 11           | als IsOokSchitterend! / Nr. 12 in de Mega Top 100 / Megahit |
| In m'n armen                                                  | 1997                  | 17-01-1998            | tip21           | -            | als IsOokSchitterend! / Nr. 73 in de Mega Top 100           |
| Niemand                                                       | 1997                  | -                     |                 |              | als IsOokSchitterend!                                       |
| Iedereen                                                      | 1999                  | 01-05-1999            | tip20           | -            | als IsOokSchitterend! / Nr. 71 in de Mega Top 100           |
| Laat het licht aan                                            | 1999                  | -                     |                 |              | als IsOokSchitterend!                                       |
| Als ik mijn ogen sluit                                        | 1999                  | -                     |                 |              | als IsOokSchitterend!                                       |
| Zaterdagnacht                                                 | 2000                  | 11-11-2000            | tip9            | -            | als IsOokSchitterend! / Nr. 72 in de Mega Top 100           |
| Blijven dromen                                                | 2001                  | -                     |                 |              | als IsOokSchitterend!                                       |
| Wat gaan we doen                                              | 2001                  | -                     |                 |              | als IsOokSchitterend!                                       |
| Nooit genoeg                                                  | 2001                  | -                     |                 |              | als IsOokSchitterend!                                       |
| Hoe het voelt                                                 | 11-04-2005            | 22-10-2005            | 19              | 5            | Nr. 30 in de Mega Top 50 / Alarmschijf                      |
| Uit de schaduw                                                | 20-02-2006            | 25-02-2006            | 12              | 11           | Nr. 19 in de Mega Top 50 / Alarmschijf                      |
| Altijd wel iemand                                             | 03-07-2006            | 22-07-2006            | 17              | 9            | Nr. 20 in de Mega Top 50                                    |
| Meer van jou                                                  | 13-11-2006            | 06-01-2007            | 32              | 4            | Nr. 68 in de B2B Single Top 100                             |
| Open                                                          | 2007                  | 15-09-2007            | tip2            | -            | Nr. 35 in de B2B Single Top 100                             |
| Hoofd onder water                                             | 07-01-2008            | 19-01-2008            | 20              | 5            | Nr. 18 in de B2B Single Top 100                             |
| Morgen                                                        | 19-05-2008            | -                     |                 |              | Nr. 19 in de B2B Single Top 100                             |
| Dan ben jij het                                               | 2009                  | 15-08-2009            | tip12           | -            |                                                             |
| Samen                                                         | 2024                  | -                     | -               | -            |                                                             |

### NPO Radio 2 Top 2000
| Nummer met noteringen in de NPO Radio 2 Top 2000 | '07  | '08 | '09  | '10  | '11  | '12  | '13  | '14  | '15  | '16  | '17  | '18  | '19  | '20  | '21  | '22  | '23  | '24  |
| ------------------------------------------------ | ---- | --- | ---- | ---- | ---- | ---- | ---- | ---- | ---- | ---- | ---- | ---- | ---- | ---- | ---- | ---- | ---- | ---- |
| Voltooid verleden tijd                           | 1145 | -   | 1869 | 1694 | 1696 | 1286 | 1264 | 1189 | 1222 | 1247 | 1111 | 1439 | 1425 | 1575 | 1420 | 1497 | 1502 | 1331 |

1. ↑  Een '-' betekent dat het nummer niet was genoteerd en een vetgedrukt getal geeft de hoogste notering aan.
2. ↑  2007 was het eerste jaar met een notering voor dit nummer.